# مسجد نو قمشة
مسجد نو قمشة (بالفارسية: مسجد نو قمشه) هو مسجد تاريخي يعود إلى عصر السلالة الصفوية، ويقع في شهرضا.